# تشارلي تشان

تشارلي تشان شخصية خيالية كتبت بواسطة Earl Derr Biggers مقتبسه عن مخبر في شرطة Honoluluفى Chang Apana، تصور بيجيرس ان تشان الخيري والبطولي كبديل للخطر الأصفر من القوالب النمطية، مثل الأوغاد Fu Manchu. وأن تشان مخبر لشرطة Honolulu، وعلى الرغم من أن العديد من القصص يتميز فيها تشان بالسفر في العالم، إلا أنه يحقق في الأسرار ويحل الجرائم.
ظهر تشان أول مرة في روايات بيجيرس ولكنها أصبحت واردة في عدد من وسائل الإعلام. كما وجدت أكثر من أربعة عشرة فيلماً يضم تشارلي تشان أبتداءً من عام 1926. كانت الشخصية في البداية صورت من خلال الجهات الفاعلة الآسيوية، ونالت الأفلام القليل من النجاح. في عام 1931، أنتجت شركة أفلام Fox للممثل السويدي " Warner Oland" فيلماً يدعى «تشارلي تشان يحمل على» وكان الفيلم ناجحاً، وذهب أولاند إلى إنتاج أكثر من 15 فيلماًلتشان يقوم فيها بدور البطولة. بعد موت Oland، كان يقوم الممثل الأميركي Sidney Toler بأفلام تشان؛ وأدى تولير 22 فيلماً لتشان، أولاً لشركة الأنتاج Fox، ومن ثم «استوديوهات Monogram». وبعد وفاة Toler، قدم الممثل Roland Wintersستة أفلام لتشان، وكان يقوم بدور البطولة. وبالإضافة إلى ذلك، قدم عدداً من الأفلام باللغة الإسبانية والصينية لتشان خلال الثلاثينات، الأربعينات والخمسينات. وقد عرضت أفلام تشان الأمريكية الصنع في الصين لتحقق نجاح كبير، حيث كانت الشخصية شعبية ومحترمه. وكانت تعديلات الفيلم الأخيرة في التسعينات ناجحه. وقد برزت الشخصية أيضا في العديد من البرامج الإذاعية وأثنين من البرامج التلفزيونية وعدد من الكوميديا.
ويتم تقسيم تفسيرات النقاد من تشان، خاصة ما يتصل بأصله. ويجادل الخبراء إيجابية من تشان أن يصور منصب ذكي للخيرين والشرفاء – على النقيض من مشاهد الشر أو التواطؤ من الصينين ثم الحالي على الشاشة والصفحة. ويذكر آخرون أن تشان، على الرغم من صفاته الجيدة، إلا أنه يعزز بعض القوالب النمطية الآسيوية، مثل عدم القدرة التحدث الإنجليزية بطلاقة وامتلاك طابع مفرط وهو التقليد الملزم والطبيعة الخاضعه

## الكتب
تم إنشاء شخصية تشارلي تشان بواسطة Earl Derr Biggers . في عام 1919 ، بينما كان على عطلة في Hawaii، خطط بيجيرس لرواية تدعى «البيت دون مفتاح». وهو لم يبدأ بكتابة الرواية حتى بعد أربع سنوات، ومع ذلك، كان مصدر ألألهام لإضافة ضابط شرطة أمريكي -صيني إلى مؤامرة وذلك بعد قراءتها في إحدى الصحف من Chang Apana وأيضاً من Lee Fook, بعنوان أثنين من رجال المباحث الصينية-الأمريكية في قوة شرطة Honolulu .وكان Biggersيكره الخطر الأصفر للقوالب النمطيه وتصور عند وصوله إلى كاليفورنيا، الشخصية بوضوح كبديل للشخصية: «الشريرة والصيني الشرير وهي أشياء قديمة، ولكن لم تستخدم الودية الصينية إلى جانب القانون والنظام».
وظهرت أول مرة شخصية صينى محبوب في فيلم «البيت دون مفتاح» عام 1925. لم تكن الشخصية مركزيه للرواية، ولم يذكر الأسم في الطبعة الأولى dustjacket . في الرواية، كان يوصف تشان مثل المشي مع "الضوء مع الخطوة الخفيفة لامرأة
«وكما تجري» الدهون في الواقع.... وهي غير مميزه الشكل في ملابس غربيه. ووفقاً للناقد Sandra Hawley, هذا الوصف من تشان يسمح لبيجيرس إلى تصوير شخصية لا تشكل تهديدعلى الواقع، على عكس الشخصيات الصينية الشريرة Fu Manchu ، بينما في نفس الوقت التأكيد على الخصائص صينية تفترض مثل التكاسل ورواقية.

## الافلام
كان أول فيلم تم انتاجه من روايات تشان هو (البيت دون مفتاح) وصور الفيلم عام (1926).وهو سلسة تحتوى على 10 فصول، وتم إنتاج الفيلم من خلال استوديوهات Pathé .وقد قام الممثل اليابانى George Kuwaبدور البطولة.وبعد عام قام استوديو Universal Pictures بتتابع إنتاج فيلم الببغاء الصينى، وقام بدور البطولة ممثل يابانى اخر هو Kamiyama Sojin.وفي كل الادوار السابقة.كان دور تشارلى تشان صغير.وكانت التعليقات الحديثة غير مواتية.
وفي عام 1929. تولت شركة افلام Fox ادوار تشارلى تشان وقام بدور البطولة الممثل الكورى E.L. Park . ومرة أخرى كان دور تشان صغير.وظهر تشان في اخر عشر دقائق من الفيلم. في بداية 1931تم إنتاج فيلم (تشارلى تشان يحمل على) وقام بدور البطولة الممثل السويدى Warner Oland.الذي ادعى بعض السلالة المغولية. وقام بدور شخصية لطيفة تتمتع بكاريزما أكثر من التي وضعتها الكتب.وربما في محاولة متعمدة من الاستوديو التقليل من اهمية ذلك في دور المخبر الصينى. وقد تألق Oland في أكثر من 15 فيلم لتشان من قبل شركة Fox , وقد كان ذلك في الغالب مع Keye Luke.الذي قام بدور أحد أبناء تشان. وساعدت شخصية Oland بأن تحظى الشخصية والأفلام بشعبية كبيرة، وقد حققت افلام Oland لتشان نجاحاً كبيراً وحقق شباك التذاكر ربحا كبيراً.
وفي عام 1938 توفى Oland.وكان فيلم (تشارلى تشان في الحلبة)يتم تصويره ولكن تحول في اللحظة الاخيرة إلى (Mr. Moto's Gamble)وذلك بعد إدخال سلسة Mr. Moto.ولايزال Keye Luke يظهر في افلام تشان ليس لقطات ولكنه ظهر في مشاهد مع الممثل Peter Lorre .واستاجرت شركة الإنتاج Fox ممثل اخر هو Sidney Toler.والذي لعب دور تشارلى تشان في أكثر من 11 فيلم خلال 1942 . وكان Toler يمثل تشان في اقل هدوء من Oland . وهنا كانت نقطة تحول الذي إضافة للشخصية حيوية أكثر من الذي في الكتب الاصلية للافلام.وعندما قررت شركة الإنتاج Fox عدم إنتاج اى افلام أخرى لتشان.قام Sidney Toler بشراء حقوق النشر للافلام تشان. وقرر المنتجين Philip N. Krasne, James S. Burkett من خلال استوديو Monogramاصدار المزيد من افلام تشان.بطولة Sidney Toler.وتم تخفيض الميزانية لكل فيلم من متوسط شركة Fox من 200,000دولارإلى 75,000 دولار.ولأول مرة تم عرض لتشان علنا في مناسبة واشترك فيه ممثل افريقى – امريكى هو Mantan Morelandالذى تم التعاقد معه ليقوم بشخصية Birmingham Brown.وكانت هناك انتقادات من افلام تشان الذي صورت من قبل استوديو Monogramفى الاربعينات.والأمر الذي أدى إلى هذه الانتقادات هو بعد ان أطلق على عرضMantan Morelandانها (فكاهية).بينما وصف اخرون ان عرض Moreland يعتبر هجوم واحراج للقوالب النمطية.
وفي عام 1947 توفى الممثل Sidney Toler.ونجح Roland Winters في اخر ست افلام.وكان Keye Luke لم يظهر بعد سلسة Mr. Moto عام 1938 ولكنه عاد في دور الابن لتشان في اخر الأعمال.

## التعديلات باللغة الأسبانية
عرضت لتشارلى تشان ثلاثة أفلام باللغة الأسبانية في الثلاثينات والخمسينات.وأول هذه الأفلام،(There Were Thirteen) في عام 1931. واصدرت نسخة باللغة الأسبانية من فيلم (تشارلى تشان يحمل على) في عام1931 .وقدم في نفس الوقت اثنين من الأفلام واتبع نفس الجدول الزمني للإنتاج، مع كل مشهد يجري تصويره مرتين في نفس اليوم، مرة واحده باللغةالإنجليزية ومرة واحدة باللغةالأسبانية. يتبع الفيلم اساساً نفس البرنامج النصى باللغة الإنجليزية، مع اضافات بسيطه مثل الاغانى القصيرة والقصص الفكاهية وبعض التغييرات بأسماء الشخصيات (على سبيل المثال), إعادة تسمية Elmer Benbow باسم Frank Benbow. وأنتجت شركة الإنتاج الكوبى، فيلم الثعبان الأحمر في عام1937 .وفي عام1955 , أنتجت شركة الإنتاج Cub-Mex نسخه مكسيكة لتشارلى تشان تدعى (الوحش في الظل).بطولة Orlando Rodriguez مثل تشارلى تشان في النسخة الأصلية.وكان الفيلم مستوحاه من فيلم (الثعبان الأحمر)و الأفلام الأمريكية بطولة Warner Oland .

## التعديلات باللغة الصينية
خلال الثلاثينيات والأربعينيات، تم إنتاج على الأقل خمسة أفلام لتشان في ShanghaiوHong Kong. في هذه الأفلام، يملك تشان وكالة المباحث الخاصة وهو مساعد.ليس عن طريق ابناً، ولكن عن طريق ابنة، Manna, قدم أولاً Gu Meijun في Shanghai للإنتاج وثم Baiyan في Hong Kong .شاهدث الجماهير الصينية أفلام تشارلى تشان الأمريكية.التي كانت الأكثر شعبية في الثلاثينات في الصين وبين الصينين في الخارج.وكان واحد من أسباب القبول هو لأول مره يراى الجمهور الصينى شخصية إيجابية صينية في فيلم أمريكى، والذي يعتبر خروجا حاداً عن القوالب النمطية الشرقية الشريرة في الأفلام السابقة مثل (لص بغداد) و (مرحباً بالخطر), التي تحرض على أعمال الشغب وأغلق مسرح Shanghai عرضه.وقام Oland بزيارة للصين ذكرت على نطاق واسع في الصحف الصينية، وكان يدعى باحترام «السيد تشان».

## التعديلات الحديثة
في عام1980, بدأJerry Shylock في إنتاج فيلم كوميدى يدعى تشارلى تشان والسيدة Dragon. تم تشكيل مجموعة تطلق على نفسها C.A.N. (تحالف الآسيويين إلى نيكس), معترضة على الممثلين الغيرالصينين مثل Peter Ustinov و Angie Dickinson, الذين كانوا يأدون الأدوار الأولية.وأحتج أخررون على الفيلم نفسة لإنه يحتوى على عدد من القوالب النمطية.ورد Shylock أن الفيلم ليس وثائقياً.وصدر الفيلم في العام التالى لتشارلى تشان والملكة Dragon وكان فشل مخزى.وتم إصدار فيلم من شخصية خططت لها في التسعينات من قبل شركةMiramax.وكانت شخصية جديدة لتشارلى تشان يكون فيها ضئيل الهيبة ودماغية مثيرة وماجستير فنون، لكن الفيلم لم يأتِ باستمتاع، وكان من المقرر ان تكون الممثلة Lucy Liu نجمة في الإنتاج التنفيذى لفيلم جديد لتشارلى تشان لشركة الأنتاج fox. وكان الفيلم في مرحلة ما قبل الإنتاج منذ عام 2000؛ ولايزال من المقرر أن يتم إنتاجه منذ عام 2009.

## راديو
في الأذاعة، سمعت لتشارلى تشان سلسلة مختلفة على الشبكات الأربعة (Blue, NBC, ABC, MBS) بين عامي 1932و1948.في البداية صور Walter Connolly جزء من Esso Oil's Five Star Theater.التي تمثل سلسة التعديلات من رواياتBiggers .وقام (Edward James) بدور البطولة في NBC من مغامرات تشارلى تشان في عام (1944–45), يليه Santos Ortega في عام (1947–48). وكان يقوم كل من Leon JanneyوRodney Jacobs , بدور الابن لتشان، بالاضافه إلى Dorian St. وكان جورج مذيع للبرنامج.وصفت مجلة راديو الحياة Begley's Chan مثل " مباراة اذاعية جيدة للمثل Sidney Toler's .
من عامى (1956-57), عرضت مغامرات جديدة من تشارلى تشان، بطولة Joseph Patrick Carroll Naish المشهور مهنيا (J. Carrol Naish).وقام بدور البطولة بشكل مستقل للتلفزيون في مسلسل مكون من 39 حلقة، بواسطة البرامج التلفزيونية من أمريكا.وقد تم تصوير المسلسل في إنجلترا.في هذا المسلسل. يسند تشان في لندن بدلاً من الولايات المتحددة.وكانت التقييمات سيئة لذلك تم إلغاء المسلسل بسرعة.
في الستينات.لعب الممثل Joey Forman باسم Harry Hoo شخصية ساخرة واضحة من تشان في حلقتان من المسلسل Get Smart
في السبعينات.أنتجت Hanna-Barbera سلسلة من الرسوم المتحركة تدعى تشان المذهلة وتشان الجماعة. وقام Keye Luke الذي لعب دور ابن تشان في العديد من الأفلام من الثلاثينات والاربعينات، بتقديم صوته إلى تشارلى، الذي كان له الكثير من المفردات المملوءة هذه المرة.واصدارت سلسلة تركز على أطفال تشان.ولعبت غالبا من قبل الأطفال الاسيوية -الامريكبة، وتناوبت Jodie Foster مع Leslie Kumamota في التعبير عن ابنة تشان Anne .
في عام 1971 تم صنع فيلم لتشارلى تشان بطولة Ross Martin يقوم فيه بدور تشان ويدعى الفيلم The Return of Charlie Chan , ولكن لم يتم بث الفيلم حتى عام 1979

## الكاريكاتير والألعاب

Alfred Andriola's Charlie Chan (June 6, 1940)

رسم Alfred Andriola .سلسة تشارلى تشان الفكاهية، وتم توزيعها من خلال نقابة McNaught Syndicate في 24 أكتوبر عام 1938 .وقد اختار Alfred Andriola, Biggers لرسم هذه الشخصية الفكاهية.وفي اعقاب الهجوم اليابانى على Pearl Harborتابعه انخفاض في نهاية مايو 1924 .
وعلى مدى عقود، تم نشر العديد من الكتب المصورة لتشارلى تشان، وقد اقترح كل من Joe Simon , Jack Kirby جائزة فكاهية لسلسة تشارلى تشان عام 1948 .واستمر ذلك على مدار خمس اعداد، واتبع ذلك عنوان Charlton Comics لاربع اعداد عام 1955ونشرت شركة DC Comics مغامرات جديدة من تشارلى تشان.واستمرت سلسة DC Comics لست اعداد.ونشرت شركة Dell Comics لعددين من سلسة تشارلى تشان.وقد قامت دار النشر Gold Key Comics بنشر سلسة قصيرة لتشان تستند مباشرة إلى Hanna-Barbera سلسة الرسوم المتحركة.
بالأضافة إلى إصدارات الألعاب مثل لعبة المجلس، لعبة الغموض تشارلى تشان المخبر العظيم عام 1937 . ولعبة بطاقة تشارلى تشان عام 1939

## قائمة المراجع
- .Biggers, Earl Derr. The House Without a Key. New York: Bobbs-Merrill, 1925
- .The Chinese Parrot]]. New York: Bobbs-Merrill, 1926]].—
- .Behind That Curtain]]. New York: Bobbs-Merrill, 1928]].—
- .The Black Camel]]. New York: Bobbs-Merrill, 1929]].—
- .Charlie Chan Carries On]]. New York: Bobbs-Merrill, 1930]].—
- .Keeper of the Keys]]. New York: Bobbs-Merrill, 1932]].—
- .Michael Collins (author)|Davis, Robert Hart]]. Charlie Chan in The Temple of the Golden Horde. 1974. Charlie Chan's Mystery Magazine. Reprinted by Wildside Press, 2003. ISBN 1-59224-014-3]]
- .Michael Collins (author)|Lynds, Dennis]]. Charlie Chan Returns. New York: Bantam Books, 1974. ASIN B000CD3I22]]
- .Bill Pronzini|Pronzini, Bill]], and Jeffrey M. Wallmann. Charlie Chan in the Pawns of Death. 1974. Charlie Chan's Mystery Magazine. Reprinted by Borgo Press, 2003. ISBN 978-1-59224-010-4]]
- .Michael Avallone|Avallone, Michael]]. Charlie Chan and the Curse of the Dragon Queen. New York: Pinnacle, 1981. ISBN 0-523-41505-2]]

## قائمة الافلام
| اسم الفيلم                                                                  | بطولة               | إخراج                          | تاريخ الأصدار | ملاحظات   |
| --------------------------------------------------------------------------- | ------------------- | ------------------------------ | ------------- | --------- |
| The House Without a Key ‏                                                    | George Kuwa         | سبنسر غوردون بينيت             | 1926          | فيلم ضائع |
| The Chinese Parrot ‏                                                         | بارك سو-جين         | باول ليني                      | 1927          | فيلم ضائع |
| Behind That Curtain ‏                                                        | E.L. Park           | Irving Cummings                | 1929          |           |
| Charlie Chan Carries On ‏                                                    | وارنر أولاند        | Hamilton MacFadden             | 1931          | فيلم ضائع |
| ([[Eran Trece (in [[Spanish language\|Spanish                               | Manuel Arbó         | (David Howard (uncredited      | 1931          | [ 5 ]     |
| The Black Camel ‏                                                            | Warner Oland        | Hamilton MacFadden             | 1931          |           |
| Charlie Chan's Chance                                                       | Warner Oland        | John Blystone                  | 1932          | فيلم ضائع |
| Charlie Chan's Greatest Case                                                | Warner Oland        | Hamilton MacFadden             | 1933          | فيلم ضائع |
| Charlie Chan's Courage                                                      | Warner Oland        | George Hadden and Eugene Forde | 1934          | فيلم ضائع |
| Charlie Chan in London                                                      | Warner Oland        | Eugene Forde                   | 1934          |           |
| Charlie Chan in Paris                                                       | Warner Oland        | Lewis Seiler                   | 1935          |           |
| Charlie Chan in Egypt                                                       | Warner Oland        | Louis King                     | 1935          |           |
| Charlie Chan in Shanghai                                                    | Warner Oland        | James Tinling                  | 1935          |           |
| Charlie Chan's Secret                                                       | Warner Oland        | Gordon Wiles                   | 1936          |           |
| Charlie Chan at the Circus                                                  | Warner Oland        | هاري لاكمان                    | 1936          |           |
| Charlie Chan at the Race Track                                              | Warner Oland        | H. Bruce Humberstone           | 1936          |           |
| Charlie Chan at the Opera                                                   | Warner Oland        | H. Bruce Humberstone           | 1936          |           |
| Charlie Chan at the Olympics                                                | Warner Oland        | H. Bruce Humberstone           | 1937          |           |
| Charlie Chan on Broadway                                                    | Warner Oland        | Eugene Forde                   | 1937          |           |
| The Disappearing Corpse (in ماندراين الصينية)                               | ?                   | ?                              | 1937          | [ 8 ]     |
| La Serpiente Roja (in لغة إسبانية)                                          | Aníbal de Mar       | Ernesto Caparrós               | 1937          |           |
| Charlie Chan at Monte Carlo                                                 | Warner Oland        | Eugene Forde                   | 1937          |           |
| Charlie Chan in Honolulu                                                    | سيدني تولر ‏         | H. Bruce Humberstone           | 1938          |           |
| Charlie Chan in Reno                                                        | Sidney Toler        | نورمان فوستر (مخرج)            | 1938          |           |
| The Pearl Tunic (in ماندراين الصينية)                                       | ?                   | ?                              | 1938          | [ 8 ]     |
| Charlie Chan at Treasure Island                                             | Sidney Toler        | Norman Foster                  | 1939          |           |
| City in Darkness ‏                                                           | Sidney Toler        | Herbert I. Leeds               | 1939          |           |
| The Radio Station Murder (in ماندراين الصينية)                              | ?                   | ?                              | 1939          | [ 8 ]     |
| Charlie Chan's Murder Cruise                                                | Sidney Toler        | Eugene Forde                   | 1940          |           |
| Charlie Chan at the Wax Museum                                              | Sidney Toler        | Lynn Shores                    | 1940          |           |
| Charlie Chan in Panama                                                      | Sidney Toler        | Norman Foster                  | 1940          |           |
| Murder Over New York                                                        | Sidney Toler        | Harry Lachman                  | 1940          |           |
| Dead Men Tell                                                               | Sidney Toler        | Harry Lachman                  | 1941          |           |
| Charlie Chan in Rio                                                         | Sidney Toler        | Harry Lachman                  | 1941          |           |
| Charlie Chan Smashes an Evil Plot (in ماندراين الصينية)                     | 徐莘园 (Xu Xinyuan) | 徐莘夫 (Xu Xinfu)              | 1941          | [ 8 ]     |
| Castle in the Desert                                                        | Sidney Toler        | Harry Lachman                  | 1942          |           |
| Charlie Chan in the Secret Service                                          | Sidney Toler        | فيل روزين                      | 1944          |           |
| The Chinese Cat                                                             | Sidney Toler        | Phil Rosen                     | 1944          |           |
| Black Magic ‏                                                                | Sidney Toler        | Phil Rosen                     | 1944          | [ 9 ]     |
| The Shanghai Cobra                                                          | Sidney Toler        | Phil Karlson                   | 1945          |           |
| The Red Dragon                                                              | Sidney Toler        | Phil Rosen                     | 1945          |           |
| The Scarlet Clue                                                            | Sidney Toler        | Phil Rosen                     | 1945          |           |
| The Jade Mask                                                               | Sidney Toler        | Phil Rosen                     | 1945          |           |
| Dangerous Money                                                             | Sidney Toler        | تيري أو. مورس                  | 1946          |           |
| Dark Alibi                                                                  | Sidney Toler        | Phil Karlson                   | 1946          |           |
| Shadows Over Chinatown                                                      | Sidney Toler        | Terry O. Morse                 | 1946          |           |
| The Trap ‏                                                                   | Sidney Toler        | Howard Bretherton              | 1946          |           |
| The Chinese Ring                                                            | رولاند وينتيرز      | William Beaudine               | 1947          |           |
| Docks of New Orleans                                                        | Roland Winters      | Derwin Abrahams                | 1948          |           |
| Shanghai Chest                                                              | Roland Winters      | William Beaudine               | 1948          |           |
| The Golden Eye                                                              | Roland Winters      | William Beaudine               | 1948          |           |
| The Feathered Serpent ‏                                                      | Roland Winters      | William Beaudine               | 1948          |           |
| Charlie Chan Matches Wits with the Prince of Darkness (in ماندراين الصينية) | 徐莘园 (Xu Xinyuan) | 徐莘夫 (Xu Xinfu)              | 1948          | [ 8 ]     |
| Sky Dragon                                                                  | Roland Winters      | Lesley Selander                | 1949          |           |
| El Monstruo en la Sombra (in Spanish)                                       | Orlando Rodríguez   | Zacarias Urquiza               | 1955          |           |
| The Return of Charlie Chan (aka Happiness is a Warm Clue)                   | روس مارتن           | داريل ديوك                     | 1973          | [ 13 ]    |
| Charlie Chan and the Curse of the Dragon Queen                              | بيتر أوستينوف       | Clive Donner                   | 1981          |           |